# 野村正樹 (作家)
野村 正樹（のむら まさき、1944年8月17日 - 2011年3月13日）は、日本の推理作家。兵庫県神戸市出身。

## 経歴
神戸市立高羽小学校、甲南中学校・高等学校を経て、1967年に慶應義塾大学経済学部を卒業し、サントリーに入社。15年間を過ごした宣伝部の他、営業部署、マーケティング関連部署に勤める。
1986年、42歳の時に『殺意のバカンス』で推理作家デビュー。受賞デビューではなく、勤務先であるサントリーが公募するサントリーミステリー大賞を通じてのデビューであった。
1991年、『シンデレラの朝』で日本文芸大賞現代文学賞を受賞。
1995年、50歳の時に選択定年制度によりサントリーを退社、28年間のサラリーマン生活を終える。
2002年、慶應義塾大学講師（メディアコミュニケーション研究所『文章作法』担当）を務める。
2005年、『嫌なことがあったら鉄道に乗ろう』で第30回交通図書賞を受賞。
2011年3月13日、肺がんのため死去。66歳没。

## 著書
- 殺意のバカンス 集英社 1986.8 のち文庫
- 逢う時はいつも殺人 文芸春秋 1988.3
- 八月の消えた花嫁 1989.1 (集英社文庫)
- 光の国のアリス 双葉社 1989.11 のち文庫
- ワインレッドの殺意 勁文社 1990.7
- シンデレラの朝 徳間書店 1990.9
- トレンドは夜つくられる ビジネスマンのための「5時から経済」考現学 ダイヤモンド社 1990.10
- 殺されてカリビアン 集英社 1991.8
- 東京トレンド感知術 時代の達人になるための12のシナリオ PHP研究所 1991.11
- あの日マリエンバートで 双葉社 1992.8
- ビジネスマンのための書き方入門 1992.11 (日経文庫)
- 誰もが一流と認める時間活用術101の視点 PHP研究所 1993.8 「ビジネスマンのための知的時間術」文庫
- 「山口百恵」はなぜ超ロングセラー商品になったのか マーケティングがよくわかる本 三笠書房 1993.8
- ビジネスマンのための話し方入門 1994.9 (日経文庫)
- 小説 辞令・自宅待機を命ず PHP研究所 1994.9
- 朝・出勤前90分の奇跡 人生を変える「早起き鳥人」のすすめ PHP研究所 1996.1 のち文庫
- 「ほんとうの私探し」の技術 ゼミナール“自分史"入門 早稲田教育出版 1996.4
- 黄昏の王国 サントリーの栄光と焦躁 ダイヤモンド社 1996.5
- 大阪“繁栄"にみる摩天楼の法則 なぜ人はそそり立つモノに憧れるのか 双葉社 1996.6
- 超「週末生活」術 フライデーナイト発・快適人への変身49 PHP研究所 1996.6
- 知的「退社学」のススメ 明るく辞めれば元気に暮らせる 主婦の友社 1996.7
- 成功する人の知的「移動時間」術 快適・学び・発見へ55の法則 PHP研究所 1996.12
- 幽霊坂に消えた 殺意のバカンス 読売新聞社 1997.1
- さらば大樹の陰 超不況時代・独立と成功のヒント PHP研究所 1997.2
- 出張・外出7つの「そうだ!」オフィスの外で「強い社員」になる方法 PHP研究所 1997.5
- 知的時間整理の方法 「90分ユニット」で毎日を豊かに生きる 日本実業出版社 1997.6
- カクテルの飲り方 男と女を磨く人生の媚薬 PHP研究所 1997.7
- ビジネスマンがつかむ50+1の幸福 「9時から5時」の自分磨き Yes,"nothing seek,nothing find" 青春出版社 1997.10
- 「無敵ビジネスマン」になる!黄金の法則50 立風書房 1997.7 「逆境に克てるビジネス力50の法則」学陽文庫
- 売れない時代のヒットのヒント 逆境をきりひらく「まさか!」の法則 PHP研究所 1998.1
- 早起きが人生を最高に活かす PHP研究所 1998.2 (朝・出勤前90分の奇跡 2)
- 3行で決める文章術 超短文の書き方90のコツ ビジネス文書から手紙・ハガキまで 日本実業出版社 1998.4
- 取締役 相次ぐ悲劇から学ぶ“人生の幸福"術 光文社 1998.4 (カッパ・ブックス)
- 会話の達人言葉の鉄人 美しく話せる大人になる150+3のヒント 太陽企画出版 1998.7
- 型破り知的生活術 ビジネスマンに捧げる逆転の幸福論 PHP研究所 1998.7
- ビジネスマン夜・寝る前15分間の奇跡 明日がウソのように元気になれる本 青春出版社 1999.2
- 40代からの知的時間術 価値ある自分人生をつくる77のヒント 1999.7 (PHP文庫)
- 売れる理由とヒットの秘密 「トレンド事件簿」で探るビジネス成功33の謎 太陽企画出版 1999.8
- 尾道・竹原<かぐや姫>殺人 双葉ノベルス 2000.2
- 山陰名湯<瓜子姫>殺人 双葉ノベルス 2000.3
- 大和路<鉢かつぎ姫>殺人 双葉ノベルス 2000.5
- 佐治敬三の心に響く33の言葉 時代が求める三位一体型リーダーの条件 経済界 2000.6 「佐治敬三」学陽書房 (人物文庫)
- 自分「商品化」計画 人生後半を生き抜く! ブレインキャスト 2000.7
- 盛田昭夫・佐治敬三本当はどこが凄いのか!! これまで未公開の新事実で迫る偉大な起業家の実像と遺訓 黒木靖夫共著 三推社 2000.10
- 魔法の時間術 仕事と人生を快適に変える 学陽書房 2000.10
- eメールの達人 ビジネス成功の王道 IT時代の「書き方」入門 廣済堂出版 2001.3
- イラストでわかる驚くほど「話す力」がつく本 東洋経済新報社 2001.6
- 沖縄八重山<星の砂>殺人 双葉ノベルス 2001.10
- イラストでわかるプロフェッショナル時間術 東洋経済新報社 2002.1
- 今の仕事に満足していない人のための本 日本経済新聞社 2002.3
- 頭のいい(超)「時間活用」術 三笠書房 2002.5
- 自分磨きの時間のつくり方・使い方 「ムダな時間」を「価値ある時間」に変える技術とは? 河出書房新社 2002.8 (Kawade夢新書)
- 会社勤めをしながら3年間で作家になる方法 青春出版社 2002.7
- 「絵解き」で考え、伝える96の技術 中経出版 2002.12
- たった「5分」で運命をひらく技術 2003.7 (ベスト新書)
- 「鉄道式」時間活用術 講談社 2003.11　「鉄道ダイヤに学ぶタイム・マネジメント」講談社+α文庫
- イラストでわかる驚くほど「書く力」がつく本 東洋経済新報社 2003.12
- 嫌なことがあったら鉄道に乗ろう 元気と希望が湧く旅 日本経済新聞社 2004.4 のち文庫
- パラサイト社員の活用術 日本放送出版協会 2004.4 (生活人新書)
- 上に立つ人の24時間管理術 すばる舎 2004.7
- 部下は上司のここを見ている 尊敬されるリーダーと、バカにされる上役の違いとは? 河出書房新社 2004.12 (Kawade夢新書)
- 明解3分間マーケティング カナリア書房 2004.12 「3分間マーケティング」グラフ社 2009.8
- 1日4分割の仕事革命 なぜか仕事が速い人の時間術 2005.3 (日経ビジネス人文庫)
- どうすれば仕事がうまくいくのだろう? すばる舎 2005.5
- あすなろ村の惨劇 郵政民営化の素朴な不安 郵研社 2005.6
- 初対面で相手を味方につける話し方 小学館 2005.7
- 上に立つ人のできる部下育成術5ポイント すばる舎 2005.7
- 人生5/8の時間術 仕事の達人だけが知っているベスト・バランス活用法 文芸社 2005.10
- 説得上手になる「仕事文」の書き方 郵研社 2006.4
- ビジネス脳を鍛える電車力トレーニング 東洋経済新報社 2006.7
- 人生の黄金時間をつくる50+手帳術 東洋経済新報社 2006.11
- 頭の冴えた人は鉄道地図に強い 仕事と人生のプロになる「強化書」ごま書房 2007.7 のち講談社文庫
- のんびり山陰本線で行こう! 幸せな生き方探しの旅の本 東洋経済新報社 2008.5
- 鉄道地図の謎から歴史を読む方法 明治以降、鉄道は日本をどう変えたのか 河出書房新社 2008.10 (Kawade夢新書) 「鉄道地図から歴史を読む方法」河出書房新社 2010.6
- 人生の質を高める時間術 日本放送出版協会 2009.1 (生活人新書)
- すぐ役立つお詫びの作法と勘どころ 法研 2009.4
- 鉄道トリビア探訪記 あっぱれ、すごいぞ、民営鉄道 時事通信出版局 2009.8
- 東京思い出電車旅 のんびりと自由時間の街歩き 東洋経済新報社 2010.1

## メディア・ミックス

### テレビドラマ
テレビ朝日系
- 土曜ワイド劇場 殺意のバカンス（主演：とよた真帆）
  - 第1話・岡山着15時32分こだま号謎の同乗者！殺人は乾盃のカクテルで…（1993年11月6日）
  - 第2話・幽霊トンネルに消えた！九州玄海灘〜長崎、殺人トリック探しの旅（1996年6月8日）